# Andrea Antonio Silverio Minucci
Andrea Antonio Silverio Minucci (ur. 20 czerwca 1724 w Saravalle, zm. 19 kwietnia 1803) – włoski duchowny rzymskokatolicki, w latach 1779-1803 arcybiskup Fermo.

## Życiorys
Święcenia kapłańskie przyjął 7 maja 1757. 28 marca 1757 został mianowany biskupem Feltre. Sakrę biskupią otrzymał 3 kwietnia 1757. 15 grudnia 1777 objął rządy w diecezji Rimini, a 20 września 1779 otrzymał nominację na arcybiskupa Fermo. Zmarł 19 kwietnia 1803.